# Legió IX Hispana

Mapa de l'Imperi Romà en l'any 125, sota l'emperador Hadrià, que mostra la Legió IX Hispana sobre el riu Rin, on va servir des del 121 fins al 132, a Noviomago, província de Germània Inferior

La Legió IX Hispana (Novena legió «hispana»), també Legió VIIII Hispana Macedonia Victrix, fou una legió romana creada a mitjans del segle i aC, juntament amb la Legió VI Ferrata, la Legió VII Claudia i la Legió VIII Augusta per Gneu Pompeu Magne l'any 65 aC. Juli Cèsar la va liderar per primera vegada exercint el càrrec de governador de la Hispània Ulterior el 61 aC i se la va endur amb ell a la Gàl·lia cap al 58 aC, on va romandre durant la Guerra de les Gàl·lies. No es coneix del cert el seu estendard, però possiblement era un brau, com altres Legions cesarianes.

## Orígens.
La Legió IX Hispana probablement fou reclutada cap al 60 aC per donar suport a les campanyes de pacificació de la Gàl·lia Narbonesa, atacada pels al·lòbroges.
El 58 aC fou assignada, juntament amb la Legió VIII Augusta i la Legió X Gemina a Juli Cèsar per la conquesta de la Gàl·lia. Un cop finalitzada la Guerra de les Gàl·lies, la legió va seguir fidel a Cèsar durant la guerra civil entre aquest i Gneu Pompeu Magne, participant en la batalla de Dirràquium (48 aC), la batalla de Farsàlia i en la campanya africana de l'any 46 aC. Derrotat Pompeu, Cèsar va llicenciar els legionaris i els va donar terres a Picenum.
Els veterans de la novena no van estar gaire temps allunyats de les armes, perquè després de l'assassinat de Juli Cèsar van ser convocats per Octavià per lluitar contra la rebel·lió de Sext Pompeu Pius, a qui van derrotar en la batalla de Nàuloc (Sicília). Després foren destinats a la província de Macedònia (província romana) fins al 31 aC, any en què August els va tornar a cridar per lluitar en la guerra civil contra Marc Antoni. La IX va ser fidel a August i va participar en la batalla d'Àccium.

## La legió sota August i Tiberi
Amb Octavi ja com a emperador, la legió fou enviada a la Hispània Tarraconense per participar en les Guerres Càntabres, on lluitarien deu anys (29 aC-19 aC) i guanyarien el seu sobrenom, Hispana. Després d'aquestes campanyes, fou traslladada a la frontera del Rin davant la necessitat de concentrar tropes per protegir l'Imperi de les incursions dels Pobles germànics.
La desastrosa derrota romana en la batalla del bosc de Teutoburg en l'any 9 va provocar la retirada de les legions a l'est del Rin i la IX fou estacionada de manera permanent a Pannònia, exceptuant un breu període de set anys entre 17 i 24 en què, per ordres de Tiberi, va prendre part en la guerra contra el cap númida Tacfarines de Mauretània, juntament amb la Cohors XV Voluntariorum.

## Claudi i la invasió de Britànnia. La legió i els Flavis

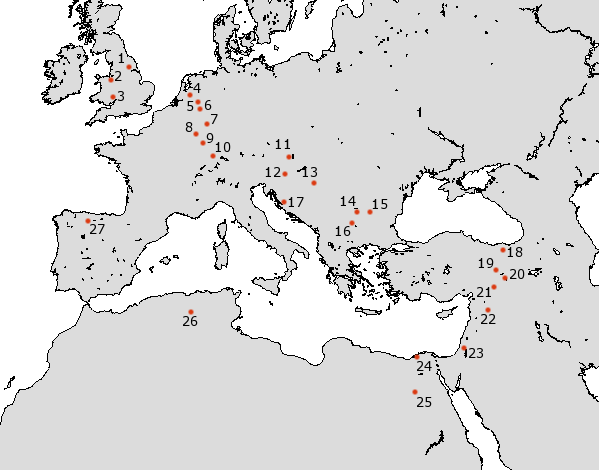
La Legió IX Hispana estava estacionada a Eboràcum (York, Regne Unit), marcat amb el número 1 en el mapa.

En el 43 la legió va prendre part en la invasió de Britànnia liderada per l'emperador Claudi i el llegat imperial Aulus Plauci.
Sota les ordres del governador proconsular Gai Suetoni Paulí la legió va participar en la campanya contra la reina Boudica (61), mirant de trencar el setge de Colchester, Essex. En el transcurs d'aquesta acció, la IX es va enfrontar a una força molt més nombrosa de tribus britones, perdent fins al 80% dels seus efectius i veient-se obligada a retirar-se, sense poder participar en la batalla de Watling Street, on finalment els romans s'acabarien imposant. Ateses les baixes patides, va ser reforçada amb dos mil nou legionaris de les legions de la Germània Inferior i la Superior.
Entre els anys 52 i 57, de nou sota les ordres de Quint Petil·li Cerial i juntament amb la Legió XX Valèria Victrix, liderada per Gneu Juli Agrícola, van avançar cap al nord d'Anglaterra, territori dels brigants. Allí es va estacionar en la fortificació de Lindum (actual Lincoln), primer, i més tard de nou a prop d'Ebòracum (York) davant l'arribada de la Legió II Adiutrix Pia Fidelis. És molt probable que durant la seva estada a Britànnia participes juntament amb tres altres Legions en la construcció del Mur d'Hadrià, però aquest fet no està demostrat.

## La destrucció de la unitat
El 120 la Legió VI Victrix va reemplaçar la Legió IX Hispana a York. Durant molt temps la història de la IX a partir d'aquesta data ha estat desconeguda, i donà pas a diverses llegendes sobre la seva misteriosa desaparició entre els escots, al nord del mur. Malgrat tot, a partir del 1970 es van trobar diverses inscripcions on s'acredita que la IX (o VIIII, com apareix en els epígrafs) va ser traslladada de Britànnia a Noviomagus, ciutat dels bataus (actual Nimega, Països Baixos), on va romandre fins al 131, i després fou enviada a Orient.
És llavors quan el seu rastre es perd definitivament, i hom ha suggerit que fou aniquilada a Judea durant el regnat d'Hadrià (132-135); a Armènia o Capadòcia, durant el regnat de Marc Aureli (161 o 162); o durant la guerra contra els cats. Certament, en una relació de legions existents a l'època de Marc Aureli, la IX ja no hi apareix i s'ha de tenir en compte que els romans eren extremadament reservats a l'hora de registrar en els seus escrits aquelles legions que havien estat deshonrades o aniquilades en batalla, evitant així que baixés la moral pública i es perjudiqués l'estabilitat política.